# Lijst van steden met tramlijnen in Oekraïne
Hieronder volgt een lijst van steden waar elektrische trams rijden of hebben gereden in Oekraïne.
- Avdijivka
- Charkov
- Dniprodzerzjynsk
- Dnipro
- Donetsk
- Druzjkivka → Tram van Druzjkivka
- Horlivka
- Jenakijeve
- Jevpatorija → Tram van Jevpatorija

- Kiev
- Konotop → Tram van Konotop
- Kostjantynivka
- Kramatorsk
- Kryvy Rih
- Loehansk
- Lviv (vh. Lemberg)
- Makijivka
- Marioepol

- Molotsjansk → Tram van Molotsjnoje
- Mykolajiv
- Odessa
- Stachanov
- Vinnytsja
- Zaporizja
- Zjytomyr

België ·
Canada ·
Duitsland ·
Frankrijk ·
Japan ·
Nederland ·
Oekraïne ·
Oostenrijk ·
Polen ·
Roemenië ·
Rusland ·
Verenigd Koninkrijk ·
Verenigde Staten ·
Zwitserland